# مونته‌کالوو این فولیا
مونته‌کالوو این فولیا (به ایتالیایی: Montecalvo in Foglia) یک کومونه در ایتالیا است که در استان پزارو و اوربینو واقع شده‌است. مونته‌کالوو این فولیا ۱۸٫۲ کیلومترمربع مساحت و ۲٬۷۶۱ نفر جمعیت دارد.